# Xavier Gretillat

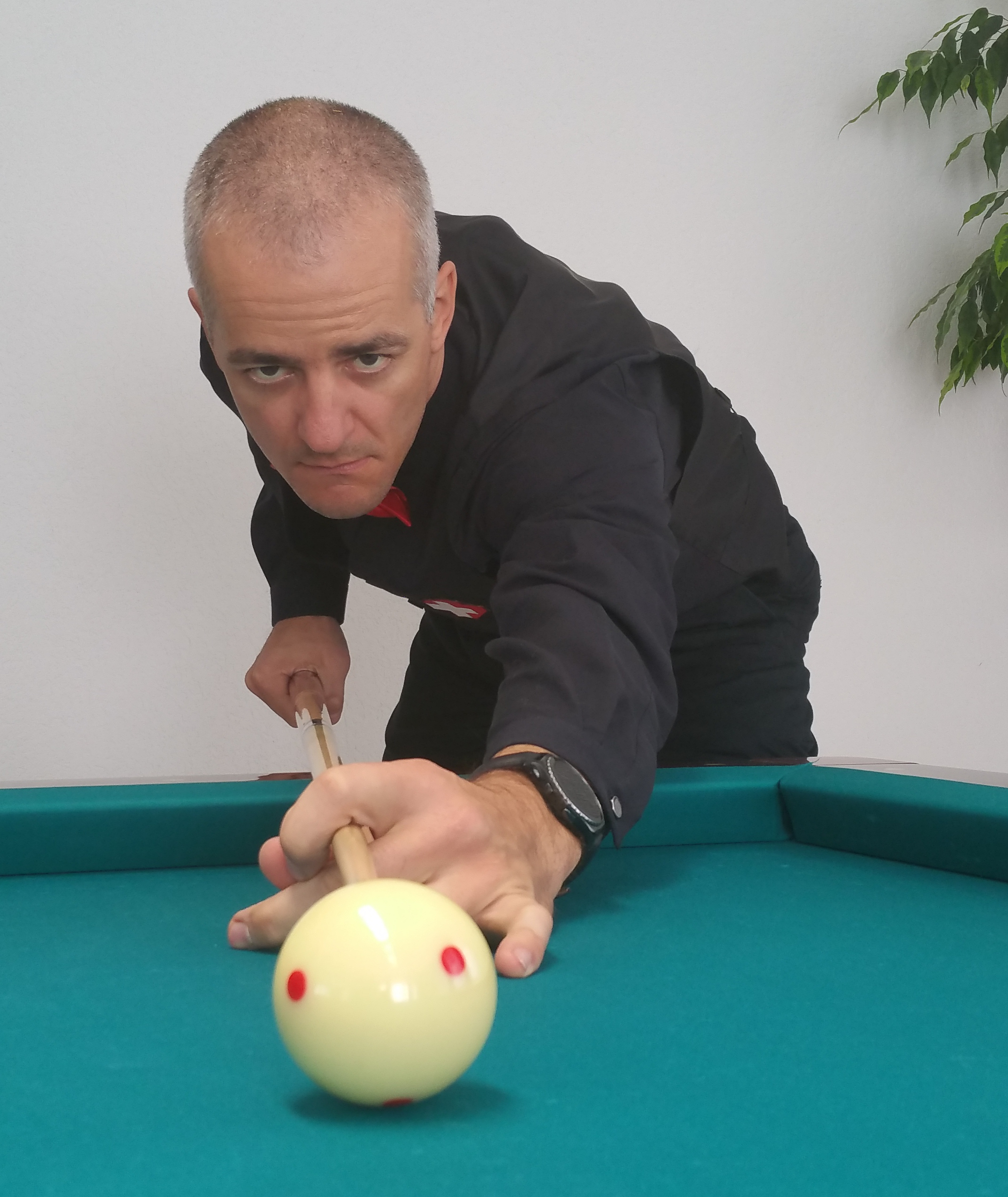
Xavier Gretillat legt aan

Xavier Gretillat (18 april 1973) is een Zwitserse carambolebiljarter die gespecialiseerd is in kaderspel en bandstoten. 
Hij begon op 13-jarige leeftijd in de zomervakantie met biljarten bij een biljartclub in Prilly waar hij na de vakantie lid van werd. 
Twee jaar later werd de lokaliteit van die club verwoest door een explosie op straat en ging Gretillat in Lausanne verder met biljarten. Hij was daarbij voornamelijk een autodidact met af en toe een stage, onder andere bij Francis Connesson.
Hij specialiseerde zich als jonge speler in ankerkader 47/2 en begon pas jaren later zich te ontwikkelen in ankerkader 47/1 en 71/2 en bandstoten.

## Europese titels
- Europees kampioen ankerkader 47/2 in 2002, 2004 en 2015 (in dit kampioenschap behaalde hij nog drie tweede plaatsen (in 2004, 2009 en 2010) en een derde plaats (in 2006))

## Andere resultaten
- Wereldkampioenschap bandstoten: 1x   (2014)
- Europees kampioenschap bandstoten: 4x  (2002, 2007, 2008, 2010); 2x  (2006, 2009)